# El paralaje Neandertal
El Paralaje Neanderthal (título original: The Neanderthal Parallax) es una trilogía de novelas escritas por Robert J. Sawyer y publicadas en español por Ediciones B (originalmente parte de Editorial Bruguera, actualmente Penguin Libros). La trilogía sigue las vidas de los protagonistas en el marco de los efectos de la apertura de una conexión entre dos versiones del planeta Tierra desarrollados como dos universos paralelos: un mundo familiar para el lector y otro donde los neandertales se convirtieron en el homínido inteligente dominante. Las diferencias sociales, espirituales y tecnológicas entre los dos mundos son elementos fundamentales de la historia.
Los volúmenes de la trilogía son Homínidos (publicado en 2002), Humanos (2003) e Híbridos (2003). Homínidos apareció por primera vez como una serie en Ciencia ficción analógica, en el año 2003 ganó el Premio Hugo a la Mejor Novela ,  y fue nominada al Premio John W. Campbell el mismo año. Por su parte, Humanos fue finalista del Premio Hugo 2004.   En 2017, la trilogía completa recibió el Premio Aurora a lo mejor de la década.
El contacto inicial entre los dos mundos ocurre en el Observatorio de Neutrinos de Sudbury en Sudbury, Ontario, el cual también existe en el mundo neandertal como una instalación de investigación científica.

## Terminología
A lo largo del desarrollo de los libros, el término humano se utiliza para referirse a ambas especies. Los humanos de ambos mundos acuerdan utilizar los términos neandertales (gliksin para los individuos pertenecientes a Homo sapiens y barast para los Homo neanderthalensis ) para distinguirlas.

## Argumento
En Sudbury, Ontario, el Observatorio de Neutrinos de Sudbury está llevando a cabo un experimento de física. Éste se ve interrumpido por la misteriosa llegada de un hombre extraño; las personas que se encuentran con él consideran que se trata de un neandertal debido a su aspecto físico. La genetista Mary Vaughn, profesora de la Universidad York de Toronto, es convocada para determinar si el hombre es realmente un neandertal.
En el comienzo de la historia, la protagonista femenina, Mary, está recuperándose de la conmoción causada por haber sido violada recientemente por un hombre enmascarado en el campus de la Universidad. Toma la convocatoria como una distracción positiva, además de ser la oportunidad científica de su vida, compartida con su amiga la física Louise Benoit que es quien se encontró inicialmente con el hombre extraño. Ellas dos, además del médico Rubén Montego, descubren que efectivamente se trata de un neandertal proveniente de un universo paralelo.
El nombre del neandertal es Ponter Boddit. Ponter es un físico cuántico que llegó a nuestro universo como resultado de un experimento que salió mal. Los humanos de nuestra versión del planeta se ven fascinados por su existencia, mientras exploran las muchas diferencias que distinguen a ambos pueblos. Mientras tanto, el cónyuge y socio científico de Ponter, Adikor Huld, está desesperado por su repentina desaparición, y más aún luego de que es acusado de asesinar a Ponter debido a la inexplicable desaparición de este último.
Finalmente se logra establecer un contacto de largo plazo entre los dos mundos, así como relaciones diplomáticas formales. Sin embargo, los personajes se ven acosados por problemas de desconfianza y malentendidos. A pesar de ello, Ponter y Mary establecen una relación mientras trabajan en favor del beneficio mutuo de sus pueblos, superando incluso sus profundas diferencias de convicciones y creencias. En simultáneo, nuestra Tierra se ve amenazada por una crisis potencial.

## Personajes principales
Mary Vaughn: Homo sapiens, genetista, profesora de la Universidad York (Toronto). Al comenzar la historia de Homínidos, Mary tiene 38 años y está separada desde hace tiempo (aunque no divorciada) de su marido Colm O´Casey; no tiene hijos. 
Ponter Boddit: Homo neandarthalensis, físico cuántico. Al comenzar la historia, la pareja mujer de Ponter está fallecida, y convive con su pareja varón, Adikor Huld y su perra Pabo. Tiene dos hijas, Jasmel Ket y Megameg Bek.

## La sociedadbarast
Los barast (neandertales) son cazadores-recolectores especializados; no han desarrollado el concepto de agricultura. A pesar de ello, son tecnológicamente avanzados: poseen computadoras cuánticas, helicópteros, comunicaciones e instrumentos de registro biológico. Los barast viven en armonía con su entorno, usan energía limpia, hogares construidos con materiales vivientes y orgánicos, y mantienen una población constante. Miden los períodos de tiempo prolongados en términos de meses lunares, en lugar de años. La población total de barast es reducida: son sólo 185 millones en todo el mundo, en comparación con los más de 6 mil millones de gliksin ("sapiens").

### Vida familiar
Debido a sus avanzados sentidos del olfato, los barast son muy sensibles a las feromonas. En este marco, hombres y mujeres viven en comunidades separadas durante 25 de cada 29 días. Los cuatro días en los que se juntan, conocidos como dos convirtiéndose en uno, son motivo de celebración y días festivos cada mes. Los ciclos menstruales de todas las mujeres barast están sincronizados, y las fechas de reunión están establecidas de manera que la concepción resulte improbable - excepto cada 10 años, cuando se concibe intencionalmente una nueva generación. De esta manera, en el mundo neandertal las generaciones crecen en ciclos sincronizados de diez años; los barast no necesitan decir su edad, ya que si la generación a la cual pertenece no puede inferirse a partir de su apariencia, sólo con indicar dicha generación están brindando la información necesaria.
Niños y niñas viven con sus madres hasta que cumplen diez años. Luego de ese periodo, los niños varones se van a vivir con sus padres mientras que las niñas permanecen con sus madres. Ambos permanecen con el progenitor respectivo hasta la edad aproximada de 18 años. A pesar de esta separación de sexos, para los barast la idea de considerar superior a cualquiera de los sexos en cualquier aspecto es completamente ajeno (las mujeres barast no sufren ninguna incapacidad física importante debido al embarazo). La separación entre ambos separación es algo voluntario y cultural, y todas las personas de ambos sexos son libres de trasladarse y ver a personas del otro sexo en cualquier momento; sin embargo, les resulta física y socialmente incómodo hacerlo excepto cuando dos convirtiéndose en uno. Más allá de ello, las facilidades de vivienda y los estilos de vida de la sociedad barast son verdaderamente 'separados pero iguales'. En los raros casos de que sea demasiado difícil o costoso mantener esta separación (por ejemplo, instalaciones científicas a gran escala), pueden prescindir de ella sin mayores consecuencias.
Si bien se establecen vínculos a largo plazo similares al matrimonio entre parejas del sexo opuesto, las cuales se reúnen y conviven en los días de dos convirtiéndose en uno, durante el resto del mes la mayoría de las y los barast conviven con parejas del mismo sexo con quienes tienen el mismo tipo de vínculo permanente. De esta manera, todos los barast se considerarían bisexuales según la definición de los gliksin. Así, cada adulto que así lo elige, sin importar su género, tiene un compañero hombre y uno mujer ; uno para la procreación y la base genética de la familia, el otro para el compañerismo y la base de la unidad familiar cuando su pareja del sexo opuesto no está presente. Esta organización resulta en redes familiares más amplias y entrelazadas, que añaden cohesión a la sociedad barast.

### Gobierno y justicia
En el mundo barast existe una única jerarquía de gobierno: un Consejo Gris local gobierna cada región del globo. A su vez, los consejos grises locales responden ante el Alto Consejo Gris, el gobierno mundial. Los individuos de mayor edad forman parte de estos consejos y son valorados por su trayectoria y experiencia.
De acuerdo con la historia, aproximadamente ocho décadas antes de la época en la cual transcurren las novelas, la tecnología permitió perfeccionar implantes complementarios que fueron distribuidos a todos los barast. Se trata de dispositivos integrales de grabación y transmisión, montados en el antebrazo de cada persona, de forma que toda su vida es constantemente monitoreada y enviada a su archivo de coartadas, un depósito de grabaciones al que sólo puede acceder su propietario, o las autoridades competentes cuando se investiga una infracción, y en este último caso sólo en circunstancias relevantes para la investigación. Las grabaciones se mantienen después de la muerte; no se aclara cuál es el razonamiento detrás de esta medida, tampoco en qué circunstancias ni quién puede acceder al archivo de una persona fallecida.
Cualquier delito grave tiene un único castigo: la castración del infractor y de todos quienes comparten al menos la mitad de sus genes (padres, hermanos e hijos). Esta práctica eugenésica permite mantener cualquier elemento indeseable fuera del acervo genético sin ser un castigo severo para el infractor, más allá de su pérdida de herencia genética. el protagonista Ponter explica que esta práctica también tiene el deseable efecto secundario de eliminar los impulsos violentos del delincuente debido a la consecuente baja de testosterona, por lo que no comete más delitos (en los libros no se analiza ni describe cómo se castiga a las delincuentes mujeres).
Como resultado de esta práctica, sumado a los archivos de coartadas, que hacen casi imposible que una persona salga impune de un delito o que un inocente sea condenado, los delitos graves de casi cualquier tipo son prácticamente desconocidos en el mundo barast. La excepción son los delitos cometidos por un cónyuge. Dado que el castigo por delitos de este tipo, e.g. abuso conyugal, incluiría la castración de los propios hijos del denunciante, estos delitos no son denunciados. Similarmente, si bien el divorcio para los barast es una cuestión bastante simple que implica decidir y declarar no estar con la otra persona, aquellos que se encuentran involucrados en relaciones abusivas están efectivamente atrapados, ya que si liberan a su pareja para buscar una nueva pareja, se abre la posibilidad de que la nueva pareja denuncie la actividad violenta.
Debido a que la fuerza física de los barast es mucho mayor que la de un gliksin, cualquier violencia física entre ellos puede terminar casi con certeza con la muerte o lesiones graves. Por ello, no practican ningún deporte de confrontación física directa ni artes marciales (la ausencia de estas últimas se da además porque los barast no tienen muchos conflictos; sólo han tenido una guerra en su historia reciente, siendo considerada una tragedia horrenda por la pérdida de 83 personas). Los asesinatos políticos del pasado ni siquiera requerían armas, dada su fuerza física, ya que era posible para un barast simplemente asesinar a su objetivo con sus propias manos.
Cualquier violencia física, si es denunciada, da lugar a la imposición inmediata de la castración. Sin embargo, debido a la severidad de este castigo, estos incidentes no siempre se denuncian oficialmente, y si la parte perjudicada está dispuesta a perdonar y el agresor recibe asesoramiento para controlar la ira, puede ocurrir que un incidente quede impune. Aún en estos casos, ese incidente no castigado puede ser admitido en futuras audiencias legales como evidencia de una disposición previa a la violencia. Legalmente, si no se hace una acusación formalmente, no puede haber juicio.
Estas prácticas suelen resultar perturbadoras para los humanos gliksin, dada la historia de eugenesia de la Tierra. Aunque el objetivo principal es purgar genes que podrían conducir a la criminalidad, en una ocasión se menciona que en el pasado también habían esterilizado a personas con bajo coeficiente intelectual y, como resultado, el coeficiente intelectual promedio aumentó en la medida de una desviación estándar .

### Ambiente
Los niveles de población más bajos y la ausencia de agricultura a gran escala significan que sobreviven muchas especies que se extinguieron en la versión gliksin de la Tierra. Entre ellos se incluyen no sólo aves como la paloma migratoria, sino también ejemplos de megafauna como el mamut lanudo . Además, los bosques y selvas son mucho más extensos porque no hubo necesidad de talarlos a gran escala. Los barast han domesticado lobos como compañeros, pero no los han seleccionado artificialmente de manera que no poseen variedades de perros domésticos. Un "perro" barast puede resultar atemorizador para los gliksin debido a su semejanza con un lobo salvaje. A la inversa, para los barast resultan desconcertantes las razas de perros domésticos.
En las novelas se implica que los barast no se expandieron en gran medida por su planeta hasta que alcanzaron un alto nivel de civilización. En una escena, un gliksin y un barast ancestrales contemplan el otro lado del Mediterráneo; el gliksin ancestral parte con entusiasmo para explorar el nuevo y extraño lugar, mientras que el barast ancestral registra su existencia y regresa a casa. Esto es consistente con su estilo de vida de cazadores-recolectores, que favorece altos niveles de conocimiento acerca del territorio y una baja migración, incluyendo una evitación general del peligro. Además, se menciona que los barast son naturalmente más inteligentes que los gliksin, con un coeficiente intelectual promedio un 10% mayor incluso antes de la campaña eugenésica ya mencionada, que abarcó varias generaciones en las cuales el 10% menos inteligente fue esterilizado voluntariamente para aumentar la inteligencia de la especie. Una teoría propuesta en los libros es que esta diferencia es una explicación adicional para la menor ocurrencia de eventos de extinción: debido a su mayor inteligencia, los barast pudieron reconocer mucho antes en su civilización que la caza excesiva agotaría una especie.
En el mundo barast el clima es algo más frío que en nuestra versión de la Tierra, debido a la ausencia de gases de efecto invernadero. Probablemente porque evolucionaron en una Tierra más fría y también por su mayor masa muscular, los barast tienen menor tolerancia al calor que los gliksin. En consecuencia, en la Tierra barast  las regiones tropicales están tan despobladas como las regiones polares en la Tierra gliksin. 
Un elemento argumental importante es la condición del campo magnético terrestre. En el mundo de los barast se ha producido una inversión de polaridad poco antes de que comenzara la historia de la primera novela, el cual no causó ningún daño evidente a los barast. En las novelas, la diferencia en la cronología de las inversiones del campo magnético se atribuye a pequeñas diferencias aleatorias ocurridas a lo largo de los 40.000 años intermedios. En el mundo gliksin, la inversión de la polaridad del campo magnético sucede a medida que se desarrollan las historias de las novelas y tiene un efecto en las mentes de los gliksin, cuyas estructuras cerebrales son diferentes a las de los barast.

### Idioma
Debido al uso de dispositivos de comunicación asistidos por computadora, que traducen el idioma original a inglés, los lectores sólo pueden vislumbrar algunas pequeñas muestras del lenguaje barast. Como ejemplo, un dooslarm basadlarm es algo así como una audiencia preliminar judicial; la traducción literal sería "pedir poco antes de pedir mucho". La frase Dusble korbul to kalbtadu se traduce como "En una instalación de computación cuántica". Cuando la acción transcurre en la Tierra barast, el idioma barast se traduce, lo cual permite extraer algunas consideraciones interesantes. Por ejemplo, el saludo habitual de los barast es "Día saludable". Por otra parte, un aspecto del lenguaje que se puede discernir mediante el uso de palabras como "¡cartílago!" y "hueso sin médula" como insultos es que para los barast, esta forma lingüística deriva directamente de elementos del mundo real. Las maldiciones o improperios barast no se refieren a la religión o el sexo (dado que carecen de la primera, y no tienen tabúes sobre el segundo), sino a la descomposición de alimentos, por ejemplo "cartílago" o "carne verde".

### Economía
Los barast carecen de economía monetaria. Cada persona recibe lo que necesita cuando lo necesita y, a su vez, se espera que trabaje para brindar una "contribución" significativa a la sociedad. A ningún barast se le ocurriría intentar tomar más de lo que necesita. Debido a la estabilidad de la población, no sufren problemas de escasez. Se explica en los libros que el nivel de población se estabilizó en el punto requerido, precisamente para evitar el surgimiento de tales problemas. 
Los barast siempre consideran su trabajo en términos de la contribución a la sociedad, y cualquier trabajo que no contribuya lo suficiente se detiene. Esto lleva a una escasez de conocimiento en ciertas áreas, como por ejemplo la astrofísica, ya que dichas actividades se detuvieron una vez que se consideró que dejaban de producir mejoras significativas en la vida cotidiana. Esto también conduce a cierta sobre-especialización, ya por ejemplo, conducir se considera una contribución especializada, que sólo desempeñan los "transportadores públicos" cuya única contribución es llevar a las personas de un punto a otro o conducir autobuses públicos.
Ocasionalmente, es posible que un barast se retire voluntariamente de la sociedad para continuar con un trabajo que ha sido considerado no significativo, o a modo de protesta cuando su trabajo es suspendido intencionalmente por considerarlo peligroso. Se espera que tales individuos se alejen de la comunidad para habitar en un área aislada y pasen a autoabastecerse. Por lo general, no pueden pedir ayuda a la comunidad en general y, en algunos casos, también se quitarían el implante del Archivo de Coartadas como protesta (de manera que su vida luego de abandonar la comunidad no quede registrada) o bien se le removería el archivo involuntariamente (para evitar que se generasen más registros sobre trabajos considerados peligrosos). Este aislamiento es voluntario y la persona pueden recibir visitas u optar por regresar a la comunidad en cualquier momento, aunque si regresan, se requiere que reanuden su contribución significativa (y cesen cualquier trabajo peligroso, si ese fue el motivo de su partida).
La medicina barast está fuertemente automatizada. La mayoría de los médicos, aparte de los primeros auxilios (excepto los investigadores), son simplemente operadores que mantienen esta tecnología. La misma es muy robusta y es capaz de adaptarse con bastante rapidez a la fisiología de los gliksin después del contacto.
Una diferencia notable en la práctica médica es el resultado de la falta de aprensión de los barast. En lugar de utilizar anestesia para la cirugía, esta tecnología utiliza bloqueos neuronales directos que cortan las señales de cualquier parte del cuerpo que se esté operando, mientras la operación se realiza a la vista del médico y del paciente. Los barast no encuentran esto inquietante en lo más mínimo. De acuerdo con la teoría propuesta por un gliksin en los libros, la explicación sería que como son una civilización completamente compuesta por cazadores activos, han estado expuestos a este tipo de escenas desde la infancia.
Además, dado su fuerte sentido del olfato, los cirujanos barast no usan máscaras faciales para operar, lo cual les permite detectar cualquier factor olfativo relevante para ayudar en su trabajo. En los libros, esto resulta inquietante para un humano que se somete a una cirugía con ellos por los posibles riesgos para la higiene.

### Religión
Los barast carecen de religión, no han desarrollado el concepto de la misma. Esto no se debe a una simple incredulidad o al ateísmo generalizado, sino a que los barast no son físicamente capaces de creer en un dios o dioses o de tener experiencias religiosas debido a la estructura de su cerebro. Antes del contacto entre gliksin y barast, esto últimos directamente carecían del concepto de "creador"; no habían concebido la idea de vida después de la muerte o de almas. Los barast no entienden cómo los gliksin pueden creer en las historias que cuentan sus religiones y, a veces, se sienten frustrados por la insistencia de los gliksin en la verdad de sus creencias; sin embargo, aceptan la religión como parte de la naturaleza de los gliksin. Los barast tampoco creen que el universo haya tenido un principio, ni en la teoría del Big Bang. Por el contrario, creen que el universo siempre ha existido, y pueden señalar evidencia científica y teoría verificada para respaldar esta creencia. Creen que las teorías gliksin sobre el origen del universo existen debido a la necesidad de los gliksin de creer en un creador y, por tanto, en un comienzo, lo cual introduce un sesgo en la ciencia gliksin que lleva a malinterpretar las evidencias científicas. 
Dado que la historia contada en los tres libros concluye antes de que pueda empezar cualquier mezcla y racionalización a gran escala de la ciencia entre las dos razas, se desconoce el resultado final de la comparación detallada entre estos puntos de vista, aunque una inversión de los polos magnéticos que ocurre en la Tierra causa una falta similar de creencias religiosas/místicas a medida que los cerebros humanos en todo el mundo se vean afectados (se menciona como resultante la paz en el Medio Oriente a medida que los conflictos religiosos desaparecen).